# Distretto di Ôlzijt (Dundgov')

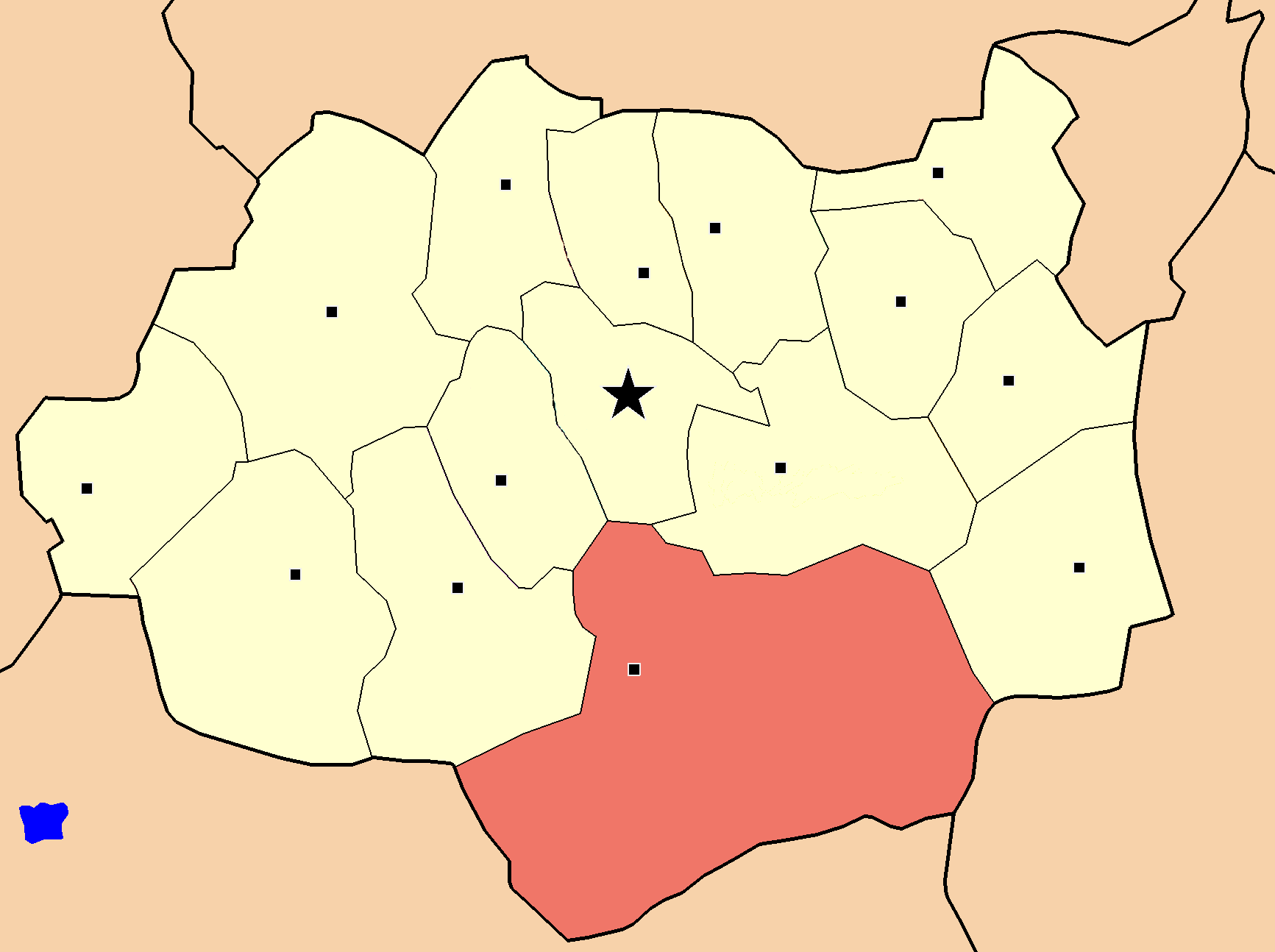
Distretto di Ôlzijt (in rosso) nella provincia del Dundgov'

Il distretto di Ôlzijt è uno dei quindici distretti (sum) in cui è suddivisa la provincia del Dundgov', in Mongolia. Conta una popolazione di 2.690 abitanti (censimento 2007).